# Лапина, Ольга Юрьевна
Ольга Юрьевна Лапина (род. 6 июля 1990 года) — казахстанская легкоатлетка. Бронзовый призёр чемпионата Азии в помещении 2008 года. Четырёхкратная чемпионка Казахстана (2010, 2011, 2013, 2015).

## Карьера
Спортом занимается с 13 лет. Тренируется в Усть-Каменогорске (тренер — С. Ю. Кулибаба).
Серебряный призёр юниорского чемпионата Азии 2006 года — в семиборье набрала 4882 очка.
На молодёжном чемпионате мира 2007 года выступала в секторе для прыжков в длину. С результатом 5,90 м стала девятой.
На зимнем чемпионате Азии 2008 года, выступая в пятиборье, показала третий результат.
В 2014 году установила рекорд Казахстана в прыжках с шестом — 4,20 м.
В 2015 году в четвёртый раз выиграла чемпионат Казахстана и в конце сезона завершила карьеру.